# Lotusiphantes nanyuensis
Lotusiphantes nanyuensis là một loài nhện trong họ Linyphiidae.
Loài này thuộc chi Lotusiphantes. Lotusiphantes nanyuensis được Jun Chen & Chang-Min Yin miêu tả năm 2001.